# Teresa Arboleda
Teresa Elizabeth Arboleda González (Guayaquil, 10 de julio de 1961) es una presentadora de televisión y periodista ecuatoriana; laboraba en la cadena Ecuavisa, en el noticiero estelar Televistazo, desde 1979 hasta 2021.

## Biografía
Su carrera como periodista comenzó de manera inesperada, al graduarse del colegio decidió trabajar y Ecuavisa le abrió sus puertas. Empezó como editora para luego continuar como asistente de producción de Riconcito, programa infantil dirigido por maestras parvularias. Participó también en Hacia la Universidad, donde realizó su primer trabajo como reportera, y Enfoques, programa de investigación documental, dirigido por Nila Velázquez.
Con tan sólo 18 años, fue parte del noticiero de fin de semana y posteriormente pasó a la emisión estelar del noticiero Televistazo de Ecuavisa, donde se mantuvo junto a Alfonso Espinosa de los Monteros hasta inicios de 2020. Además de ser asistente de producción y editora, también fue chequeadora de programas (confirmaba los tiempos de los cortes comerciales en los espacios importados) y escogía los videos musicales para el ‘Show de Bernard', que era conducido por Bernard Fougères.
Una de sus coberturas periodísticas más recordadas fue en 1987, cuando se convirtió en la única periodista en cubrir de cerca y en vivo el secuestro del entonces presidente León Febres-Cordero en la base aérea de Taura por parte de miembros de las Fuerzas Armadas del Ecuador, lideradas por el general Frank Vargas Pazzos, a pesar de los riesgos existentes. En 2015 realiza un reportaje investigativo sobre este hecho, 28 años después de haber ocurrido, para el programa Visión 360 de Ecuavisa.
En 2015 es convocada como maestra de ceremonias durante varios eventos relacionados con la visita del papa Francisco a Ecuador, como el encuentro del sumo pontífice con educadores de la Pontificia Universidad Católica del Ecuador en Quito, y la misa campal del papa en el Parque Samanes, en Guayaquil.
Por los cambios en Ecuavisa a raíz de la pandemia de COVID-19 en Ecuador, entre 2020 y 2021 fue conductora de la emisión del noticiero Televistazo de los sábados.
Después de 42 años como titular de los espacios informativos de Ecuavisa, el 30 de septiembre de 2021 anunció su retiro de la televisión, siendo la emisión del noticiero Televistazo del sábado 2 de octubre de 2021 la última en la que apareció en pantalla.

## Vida personal
Tiene 3 hijos: Teresa María y los mellizos Juan y Martín Schotel Arboleda, y un nieto: Juan Martín Schotel Salgado, primogénito de su hijo Juan. Se define como una mujer, madre y católica practicante.